# Zacualpa
Zacualpa – miasto w środkowo-zachodniej Gwatemali, w górach Sierra Madre de Chiapas, w departamencie El Quiché, leżące w odległości 39 km na wschód od stolicy departamentu Santa Cruz del Quiché. Według danych szacunkowych w 2012 roku liczba ludności miasta wyniosła 20 591 mieszkańców.
Jest siedzibą władz gminy o tej samej nazwie, która w 2012 roku liczyła 29 034 mieszkańców. Gmina jest średniej wilkości, a jej powierzchnia obejmuje 336 km².